# Lysianassa ceratina
Lysianassa ceratina is een vlokreeftensoort uit de familie van de Lysianassidae. De wetenschappelijke naam van de soort is voor het eerst geldig gepubliceerd in 1889 door Walker.